# Résistance romaine
Résistance romaine (en italien : Resistenza romana) est un terme qui définit la période historique qui va du 8 septembre 1943 (Mancata difesa di Roma de la part du Regio Esercito et bataille de Porta San Paolo) au 4 juin 1944, date de la libération de Rome par les troupes alliées, pendant laquelle un grand nombre de citoyens romains se sont opposés ouvertement ou clandestinement à l'occupation allemande de Rome.

« Rome était devenue pour nous une ville explosive ... pour nous c'était un grave problème, celui de la sécurité de l'immédiat arrière-garde du front. Même le moral des troupes au combat en était directement atteint car on ne pouvait plus les envoyer à Rome pour des brèves périodes de repos et de licence »

— Albert Kesselring
À Rome, la résistance à la conscription a été de 15-20 % supérieure à la moyenne. Selon les données des services secrets américains, seulement 2 % des citoyens romains se présentaient spontanément aux appels proposés par le commandement du Reich et aux diverses milices de la République sociale italienne (RSI).

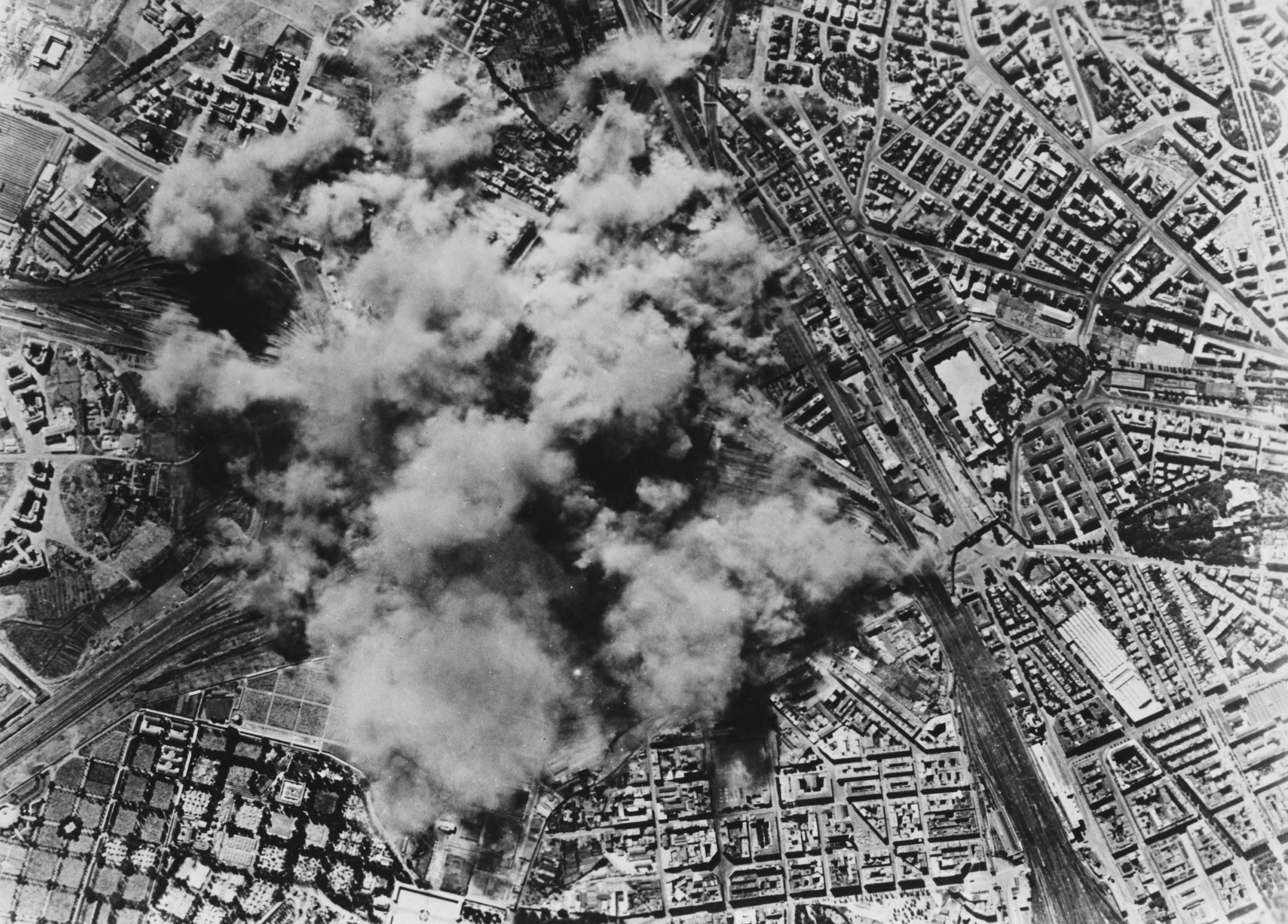
Premier bombardement de Rome

## L'occupation allemande
Après l'armistice de Cassibile et la fuite du roi Victor-Emmanuel III, le territoire italien fut envahi par les troupes allemandes.
Le contrôle de Rome fut rapidement pris par les Allemands, qui au moment de l'annonce de l'armistice par voie radiophonique étaient déjà prêts pour mener une attaque, tandis que les troupes italiennes restées fidèles à la maison de Savoie furent prises par surprise. L'attaque allemande se développa depuis la mer, dès le 8 septembre, et par l'intermédiaire d'une division de parachutistes. La première unité à avoir été défaite fut la division Piacenza, qui à l'aube du 9 septembre avait été mise hors de combat, pratiquement sans lutter.

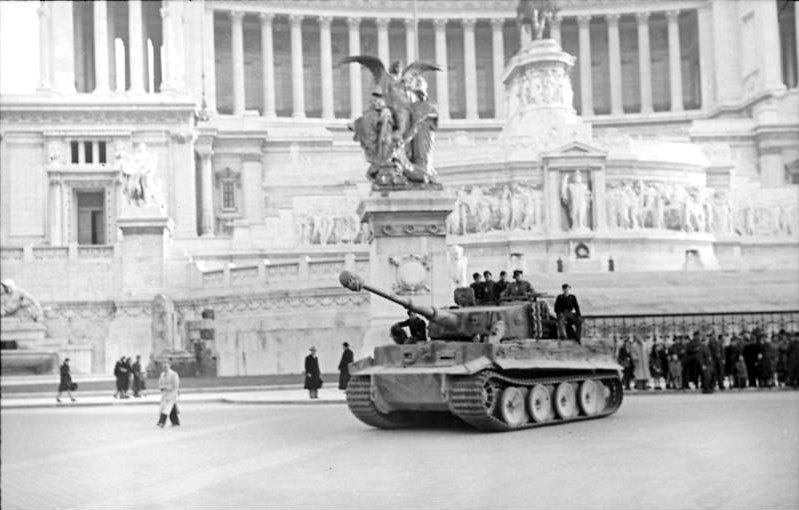
Tiger I en face de l'Autel de la patrie à Rome en février 1944

L'ordonnance « Memoria OP 44 »  promulguée entre 2 et le 5 septembre 1943, signée par le général Mario Roatta et destinée aux commandants d'armée, ordonna « d'interrompre par tout moyen les liaisons ferroviaires et routières alpines » et d'« agir en unité ou regroupements mobiles contre les troupes allemandes », mais ces directives devaient être suivies d'autres ordres qui ne furent jamais donnés ou contradictoires, voire d'éviter tout affrontement avec les troupes allemandes.
Le 9 septembre à 0 h 20, le commandant général des forces armées, le général Vittorio Ambrosio, fit une annonce radio par laquelle il ordonnait aux forces armées de ne pas ouvrir le feu sur les troupes allemandes, à moins que ces dernières n'attaquent, et de permettre leurs mouvements sans obstacle. Dès le 8 septembre, certains corps de l'armée, des carabiniers et de la police, renforcés par des citoyens volontaires qui s'étaient armés spontanément, tentèrent en vain de s'opposer à l'attaque des troupes allemandes.
Néanmoins, l'unité Granatieri di Sardegna réagit promptement à une tentative de désarmement et engagea de violents combats : les affrontements les plus acharnés eurent lieu dans la journée du 9 septembre dans la zone Ponte della Magliana, de l'E42 (actuelle EUR) et du fort Ostiense et le 10 septembre entre la porte San Paolo et la porte Capène.
Malgré la résistance des Granatieri di Sardegna, sous le commandement du général Gioacchino Solinas et épaulés par d'autres corps d'armée comme les Lancieri di Montebello, et des groupes civils, la progression allemande ne put être contenue. Les divisions italiennes installées au nord de la ville reçurent des ordres contradictoires et quand elles commencèrent à se diriger vers les lieux des principaux combats, il était déjà trop tard, en effet dans l'après-midi du 10 septembre, les parachutistes allemands avaient déjà rejoint le centre-ville.
L'affrontement de Porta San Paolo qui provoqua la mort de 597 personnes : 414 militaires et 183 civils, constitue le premier épisode de la Résistance italienne.
À ce moment, le commandement italien accepta la proposition allemande d'un cessez-le-feu et de transformer Rome en ville ouverte, sous l'autorité des quelques soldats italiens, mais les Allemands dénoncèrent aussitôt l'accord conclu et prirent le contrôle des points névralgiques. Quelques jours plus tard, la toute nouvelle République sociale italienne (RSI) proclamée par Mussolini fit désarmer les dernières troupes italiennes restées à Rome, permettant ainsi aux Allemands de prendre le contrôle total de la ville.
Par la suite, les responsables politiques et militaires italiens furent inculpés de graves négligences et manquements dans la défense de Rome ('mancata difesa di Roma).
La ville éternelle, officiellement ville ouverte fut le théâtre d'exactions en tous genres parmi lesquelles la déportation vers les lager nazis, le massacre des Fosses ardéatines (335 martyrs) et le martyre de Martiri di Forte Bravetta : 66 patriotes fusillés à Forte Bravetta.
La ville fut libérée par les troupes alliées le 4 juin 1944.
Pendant la fuite, sur la via Cassia, près de la localité La Storta eut lieu le massacre de La Storta : les troupes allemandes fusillèrent 14 partisans, précédemment emprisonnés au siège de la Sicherheitspolizei, Via Tasso. Parmi les morts, on trouve le syndicaliste Bruno Buozzi.

## Faits marquants
Le 9 septembre à 16 h 30, la bataille encore en cours, naît à Rome, via Carlo Poma, le CLN - Comitato di Liberazione Nazionale, en la présence de Pietro Nenni représentant le PSIUP, Giorgio Amendola pour le PCI, Ugo La Malfa pour le Parti d'action, Alcide De Gasperi pour la Démocratie chrétienne, Meuccio Ruini pour Democrazia del Lavoro et Alessandro Casati pour le Parti libéral.
La Résistance romaine est caractérisée par le nombre de courants idéologiques des groupes qui la composaient : monarchie, actionistes, socialistes, communistes, les militaires du Front militaire clandestin ainsi que d'autres formations mineures antifascistes dont l'objectif était d'être reconnus comme ayant combattu les Allemands au moment de l'arrivée des Alliés à Rome. Cette arrivée était imminente surtout après le débarquement de Anzio (janvier 1944).
Ce fut qu'après la « svolta di Salerno » (avril 1944) qu'une organisation efficace fut mise en place afin d'instaurer et de coordonner les activités des différents groupes de partisans qui, jusque-là, agissaient chacun pour soi, parfois même à leur détriment.

### La rafle au Portico di Ottavia
Le 16 octobre 1943, dans diverses zones de Rome, mais principalement via du portique d'Octavie et dans les rues adjacentes,, les troupes allemandes de la Gestapo effectuèrent une rafle de 1 259 personnes dont 363 hommes,207 enfants appartenant à la communauté juive.
Après avoir libéré des personnes d'origine mixte ou étrangères, 1 023 individus furent envoyés à Auschwitz ; seulement 16 d'entre eux survécurent (15 hommes et une femme). Le nombre total des déportés juifs pendant les huit mois d'occupation allemande de Rome est de 2 091 personnes.
Le lieutenant colonel de la SS Herbert Kappler, commandant de la SD et Gestapo à Rome, rapporta ce qui suit : « l'attitude de la population italienne, a été sans équivoque celle d'une résistance passive. Pendant que la police allemande pénétrait dans certaines maisons, on a détecté des tentatives, parfois probablement, de cacher les juifs dans les maisons voisines. La partie antisémite de la population ne se montre pas pendant l'action et des regroupements de foule, au cours d'épisodes isolés ont même tenté de retenir des policiers loin des juifs ». Le professeur Giovanni Borromeo, prieur de l'hôpital San Giovanni Calibita (Fatebenefratelli) à l'Isola Tiberina, hospitalisa une centaine de juifs romains pour une maladie fictive qu'il dénomma Morbo di K (Syndrome de Kesselring), réussissant à leur sauver la vie.
Le clergé exerça aussi une certaine forme de résistance passive avec l'accueil clandestin dans les couvents et dans les structures religieuses de 4 447 juifs,. Cette forme d'accueil était aussi utilisée par de simples citoyens.

### La libération de Pertini et Saragat
Le 25 janvier 1944 se déroula une des principales actions de la résistance romaine. En effet, en octobre 1943, Sandro Pertini et Giuseppe Saragat avaient été capturés par les SS et condamnés à mort pour leur activité comme partisans. La sentence ne fut pas appliquée grâce aux résistants socialistes qui permirent leur évasion alors qu'ils étaient en détention dans la prison de Regina Cœli. L'action, de facture rocambolesque, fut organisée par Giuliano Vassalli, qui se trouvait au tribunal militaire italien, avec l'aide d'autres partisans des Brigades Matteotti, parmi lesquels Giuseppe Gracceva, Massimo Severo Giannini, Filippo Lupis, Ugo Gala ainsi que du médecin de la prison Alfredo Monaco,.
L'organisation partisane réussit à faire passer Saragat et Pertini du territoire occupé à celui italien en produisant un faux ordre de libération rédigé par Vassalli, confirmé par un faux appel téléphonique de la préfecture par Marcella Ficca Monaco, épouse d'Alfredo Monaco). Quatre officiers du Fronte militare clandestino ont aussi été libérés par des partisans habillés en habits militaires.

### Via Rasella
Le 23 mars 1944 a eu lieu la plus importante attaque partisane contre les troupes allemandes I :
Les Groupes d'action patriotique sous les ordres de Carlo Salinari (Spartacus) et Franco Calamandrei (Cola) étaient Via Rasella, pendant le passage d'une compagnie du bataillon Polizeiregiment Bozen des SS, composé de 156 unités.
L'action débuta par l'explosion d'une bombe déposée par Rosario Bentivegna. Onze autres partisans participèrent
- via del Boccaccio : Franco Calamandrei, placé à l'angle de la rue, Carlo Salira près du tunnel et Silvio Serra ;
- via Rasella: Carla Capponi, Raul Falcioni, Fernando Vitagliano, Pasquale Balsamo, Francesco Curreli, Guglielmo Blasi, Mario Fiorentini et Marisa Musu qui effectuèrent aussi un feu de couverture à l'aide d'obus de mortier[22].

Les autres composants du groupe étaient absents pour diverses raisons : Lucia Ottobrini, malade, et Maria Teresa Regard, opposée au choix du lieu de l'attentat.
L’attaque vit l'anéantissement de la compagnie allemande et provoqua la mort de 32 SS et environ 110 blessés ainsi que deux civils, les partisans ne subissant aucune perte. En représailles, les troupes allemandes tuèrent 335 personnes, prisonniers et personnes raflées, pratiquement toutes civiles dans le massacre des Fosses ardéatines.
En plus des 335 victimes des Fosses ardéatines et aux 1 023 juifs déportés au portique Octavie, Rome compta pendant l'occupation nazie :
- 947 déportés dus à la rafle du Quadraro,
- 66 patriotes fusillés à Forte Bravetta,
- dix fusillés à Pietralata,
- dix femmes au pont de l'Industrie
- quatorze ex-détenus à Via Tasso (it), massacrés à La Storta, le jour même de la libération (4 juin 1944)[23].

## Chronologie

### Juillet 1943
9 et 10 juillet
Les troupes alliées débarquées en Sicile font face aux troupes allemandes et italiennes qui les retardent dans leur marche vers le Nord.
19 juillet
Un bombardement intensif sur Rome détruit le quartier San Lorenzo au niveau de la gare, faisant de nombreuses victimes civiles.
Nuit du 24 au 25 juillet

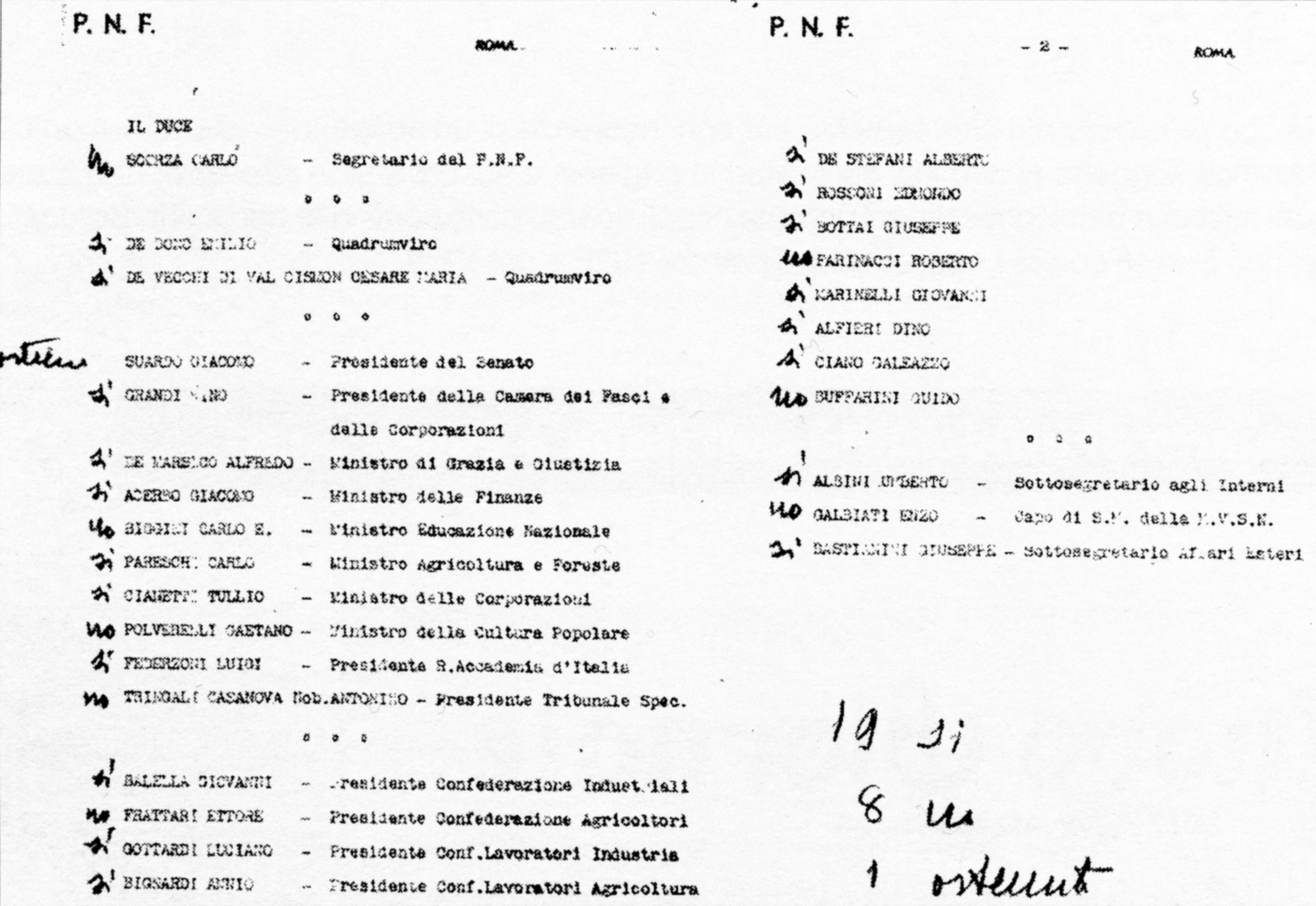
Résultat du vote concernant l'« Ordine del Giorno Grandi »

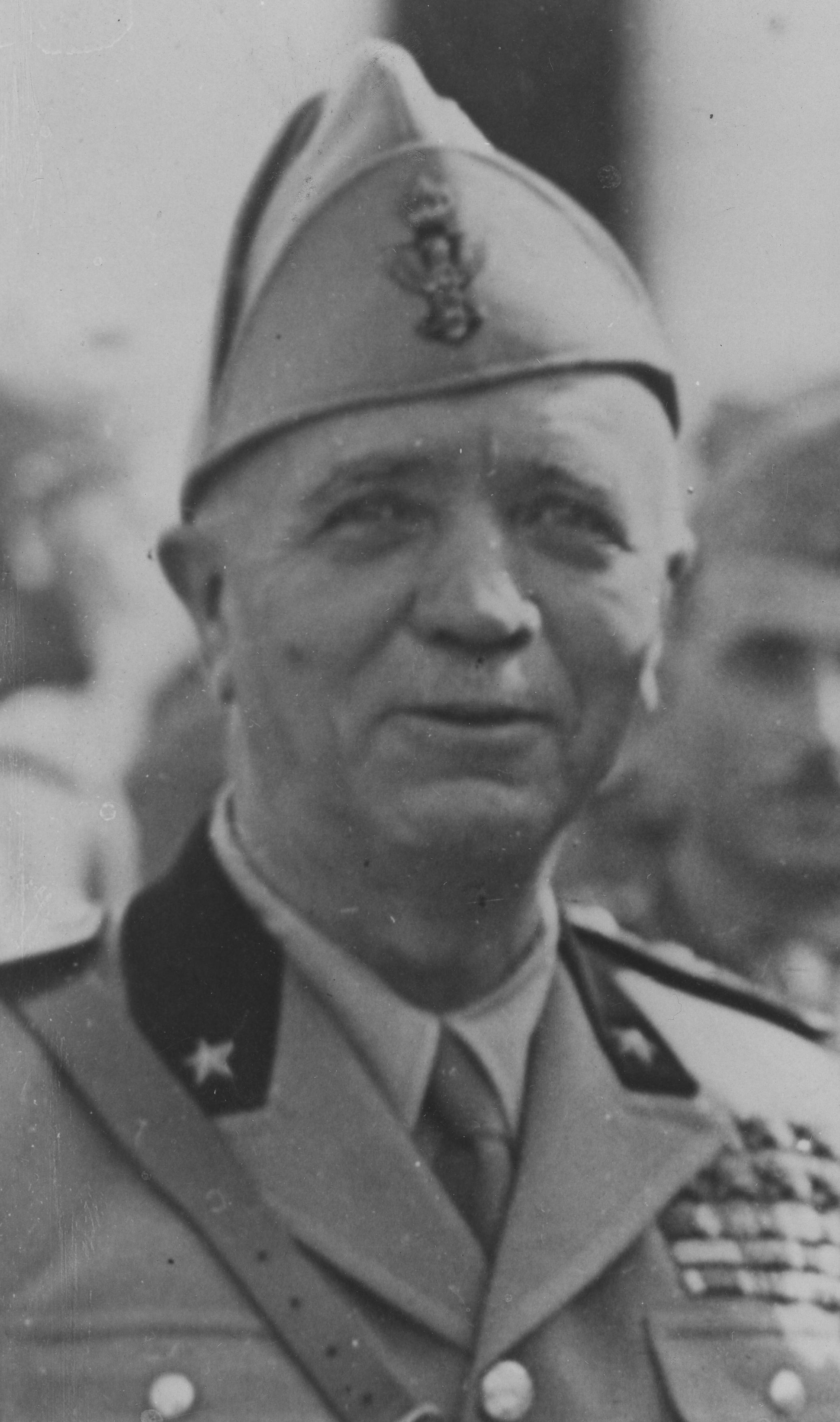
Pietro Badoglio

Le Grand Conseil du fascisme, approuve l'« ordre du jour Grandi » qui rend au roi le pouvoir de diriger le forces armées italiennes, mettant en minorité Mussolini.
25 juillet
- Le matin du dimanche 25 juillet, après s'être rendu comme d'habitude à son bureau de Palazzo Venezia afin d'expédier les affaires courantes Mussolini demande au souverain d'avancer l'habituel entretien du lundi et obtient un entretien à 17 h à Villa Savoia (actuelle Villa Ada). Victor Emmanuel III communique à Mussolini son remplacement par Pietro Badoglio, lui garantissant néanmoins sa sécurité.

À la sortie de Villa Savoia Mussolini est arrêté par les carabiniers sur ordre du roi.
- À 22 h 45 Pietro Badoglio diffuse par radio l'information de sa nomination de chef du gouvernement en précisant que « la guerre continue et que l'Italie reste fidèle à la parole donnée ».
- Les citoyens romains manifestent aussitôt de joie pour la chute du fascisme.
  - Les ouvriers de Poligrafico dello Stato, in via Gino Capponi, à l'Alberone et ceux de l'établissement Manzolini quittent le travail et vont manifester au centre-ville.
  - Les cartes d'affiliation au PNF sont brûlées par les employés du Ministère des communications à Porta Pia;
  - les sièges de la GIL, surtout en périphérie, sont dévastées et les symboles du régime ôtés.
  - Près du palais du Viminal, Via Agostino Depretis, la milice fasciste tire depuis le siège de la milice de la défense antiaérienne (Dicat) sur les manifestants faisant deux morts et quatre blessés. La fusillade se termine avec l'arrivée de la police et de l'armée qui désarme les miliciens.
  - Au « Palazzaccio », le palais de justice, une manifestation d'avocats antifascistes se transforme en attaque contre la prison de Regina Coeli et 1000 hommes et 500 femmes sont libérées.
- Le gouvernement :
  - ordonne la mise en liberté des détenus politiques, exception faite pour les communistes et anarchistes et interdit la reconstitution de partis politiques.
  - confie à la police et l'armée le maintien de l'ordre public, en se servant de leurs armes s'il le faut
  - dissout le PNF ainsi que toutes les organisations qui lui sont affiliées.

26 juillet
Au cours de l'après-midi du 26 juillet 1943, les représentants des six partis antifascistes se rencontrent à Casa Bonomi. Parmi les présents se trouvent De Gasperi, Gronchi, Spataro, Brosio, Casati, Giorgio Amendola, Lombardo Radice, Cevolotto, La Malfa, Bauer, Romita, Vernocchi, Lizzadri
Le 27 juillet
Les représentants des partis antifascistes se constituent en Comitato nazionale delle correnti antifasciste, Bonomi en est élu président. Le comité demande a Badoglio la dissolution du PNF, la libération des détenus politiques, l'abolition du tribunal spécial et la liberté de la presse qui n'a encore aucun pouvoir ni autorité au niveau national
31 juillet
Le Comitato nazionale delle correnti antifasciste (« Cominté national des courants antifascistes ») décide de se présenter au Maréchal d'Italie Pietro Badoglio, chef du gouvernement qui avait, jusque là mis en œuvre une politique répressive envers le mouvement antifasciste, pour ne pas faire naître le soupçon auprès des alliés allemands.

### Août 1943
3 août
Badoglio constatant son impossibilité de maîtriser les manifestations, reçoit les responsables des opposants antifascistes qui en échange reconnaissent la légitimité de son gouvernement
11-12 août

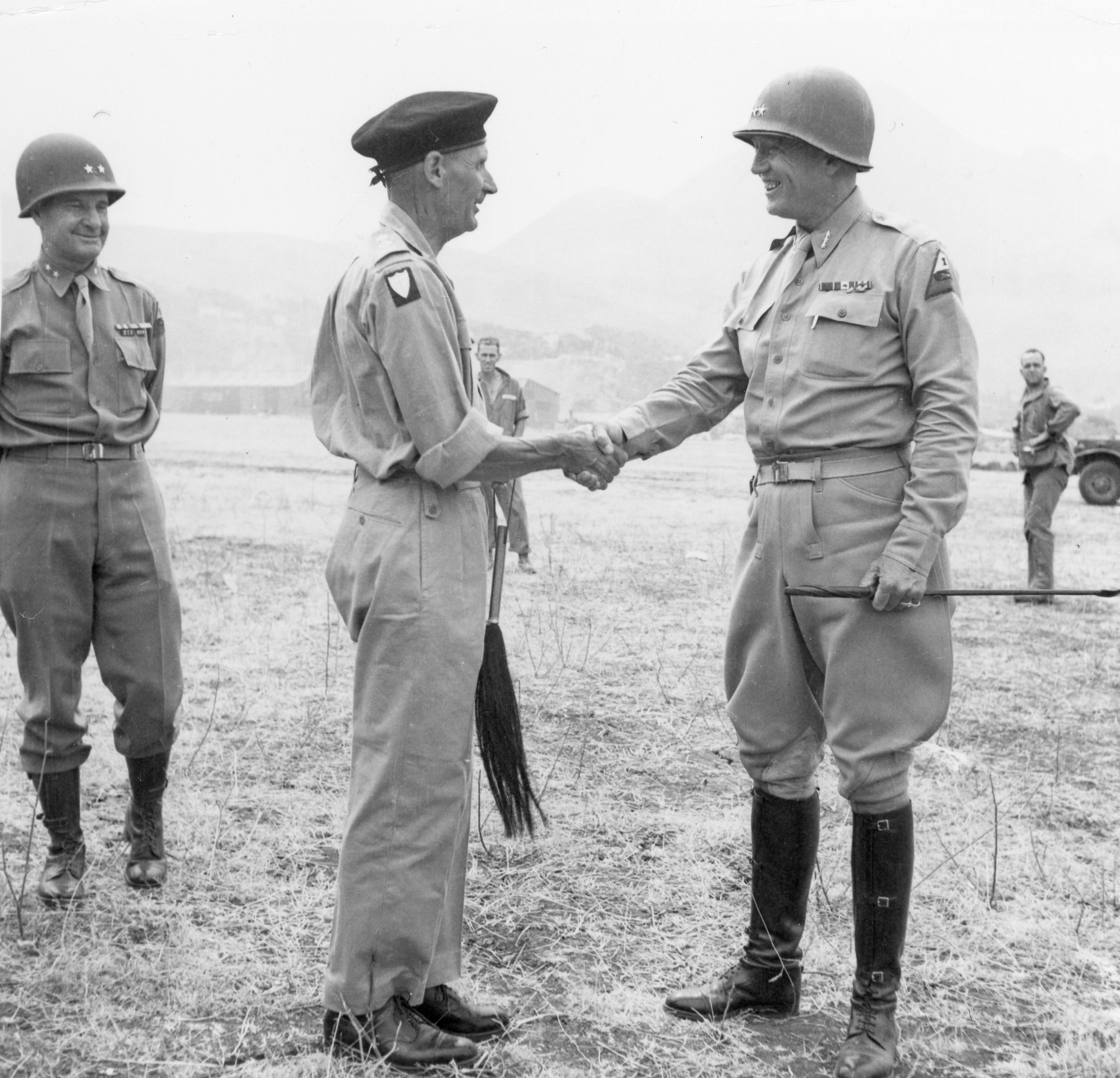
Le général Patton (à droite) à Palerme reçoit le 28 juillet 1943 le général Montgomery à l'aéroport.L'Operation Husky est terminée

Le Comitato nazionale delle correnti antifasciste se réunit dans le bureau de Giuseppe Spataro qui demande la substitution du gouvernement Badoglio en lui reprochant de ne pas avoir contrasté efficacement les fascistes et d'avoir permis aux troupes allemandes d'occuper Rome. Néanmoins, le projet d'action insurrectionnelle est gelé afin d'éviter toute réaction allemande.
La ville est de nouveau bombardée par les alliés (quartiers Tiburtino, Prenestino, Casilino, Tuscolano.
14 août
Le gouvernement déclare Rome « ville ouverte ».
17 août
Les troupes anglo-américaines traversent le détroit de Messine et se dirigent vers la Lucanie et la Campanie.
30 août
- Les partis de gauche antifascistes forment une junte militaire à laquelle adhèrent Riccardo Bauer pour le Parti d'action, Luigi Longo pour le Parti communiste italien et Sandro Pertini pour le PSIUP. Le but est de combattre les forces allemandes à côté de l'armée royale. Rome est partagée en huit zones militaires avec un commandement composé de volontaires auquel l'armée royale promet de fournir les armes nécessaires.

### Septembre 1943
« Abbasso tutti! (en français : « À bas tout le monde ») »

— Écriture sur un mur du  Lungotevere - 9 septembre 1943
3 septembre
- L'armistice de Cassibile ou « armistice court » synonyme de capitulation, est signé. Le royaume d'Italie cesse toute hostilité contre les troupes alliées.

7 septembre
Des officiers américains arrivent secrètement à Rome afin d'organiser l'opération Giant 2, consistant au parachutage de soldats américains à Cerveteri et Furbara afin de porter secours aux forces italiennes à l'occasion de l'annonce officielle de l'armistice et défendre efficacement Rome des Allemands. L'opération est un échec car tous les aéroports sont déjà sous autorité allemande.
8 septembre
- À 12 h, des escadrilles de forteresses volantes américaines bombardent Frascati en particulier Villa Torlonia où à son siège Albert Kesselring absent au moment du bombardement et qui avec Rommel, qui commande les forces allemandes en Italie du nord commandera l'opération Achse, plan d'occupation du territoire italien et de contraste à l'armée royale italienne Yougoslavie, Grèce, Albanie, Dodécanèse.
- À 16 h l'agence Reuters annonce que l'Italie s'est rendue sans conditions aux alliés. Une demi-heure plus tard le général Eisenhower, commandant allié en Méditerranée confirme à Radio Alger la capitulation de l'Italie.
- À 19 h 45, l'Eiar diffuse un message enregistré de Pietro Badoglio qui annonce l'armistice[31], Badoglio ordonna de cesser la guerre contre les troupes alliées et en même temps de répondre par les armes « à d'éventuelles attaques provenant de tout autre provenance ». L'ambiguïté de la a partie finale de la déclaration a laissé croire dans un premier temps à la fin de la guerre.
- À 20 h 30 débute la bataille pour la défense de Rome.
  - Des parachutistes allemands prennent un dépôt de carburant à Mezzocammino sur la via Ostiense, déclenchant la bataille pour Rome[32].

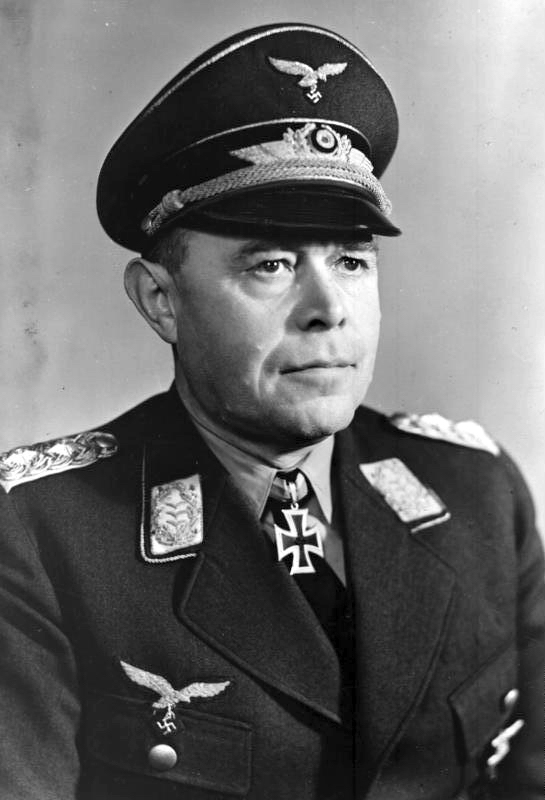
Le maréchal Kesselring.

Les troupes allemandes se dirigent à ponte Galeria, et sur la rive gauche du Tibre vers l'EUR, le Laurentino, la Cecchignola.
Les troupes italiennes comptent environ 60,000 hommes, celles allemandes 12,000 hommes et 14,000 parachutistes qui ont pris l'aéroport militaire Mario Berardi et depuis Viterbe 24,000 soldats de la Panzergranadieren avec 350 chars sont prêts à intervenir.
9 septembre
- Début de l'opération Avalanche aux alentours de Salerne, dirigée par le général Harold Alexander et du 15e Corps d'armée d'Armate, comprenant la 5° Armée du général Mark Clark et la 8° Armée Britannique du général Bernard Montgomery.

Deux autres opérations de soutien sont effectuées en Calabre (opération Baytown) et à Tarente (opération Slapstick).
- Victor Emmanuel III, et sa famille, Pietro Badoglio avec de nombreux ministres quittent Rome pour Pescara afin d'embarquer sur le navire de guerre Baionetta pour se rendre à Brindisi, aux mains des troupes alliées.
- À Rome la bataille de défense se déroule en ville et dans la zone des castelli romani.
- À Albano les troupes fascistes et allemandes attaquent la commune défendue par des soldats italiens et à Monterotondo des soldats de la division Piave et des civils neutralisent un régiment de parachutistes allemands.

Drapeau du C.L.N.

- Les partis composant le comitato nazionale delle correnti antifasciste forment le C.L.N. ((en italien : Comitato di Liberazione Nazionale)) qui est composé des différents mouvements idéologiques :

Parti communiste italien (PCI), Démocratie chrétienne (DC), Parti d'action (PdA), Parti libéral (PLI), Parti socialiste italien d'unité prolétaire (PSIUP) et Parti démocratique du travail (PDL). CNL, mettant au second plan la forme institutionnelle de la future Italie donne priorité absolue à la lutte antifasciste pour la libération du pays. (en italien : precedenza alla lotta contro il nemico esterno, spostando a dopo la vittoria il problema dell'assetto Istituzionale dello Stato)
- Le Parti républicain italien et certains groupes de gauche restent en dehors du CLN, tout en participant à la résistance car par leur position anti-monarchique il n'acceptent pas le choix du CNL et voudraient poser de suite le problème institutionnel au détriment de l'unité nationale.
- En dehors du CLN, d'autres groupes de résistants voient le jour et se regroupent autour du principal mouvement Bandiera Rossa Roma qui comptera hommes et femmes comprises 1 183 résistants et aura 187 morts[33]

10 septembre

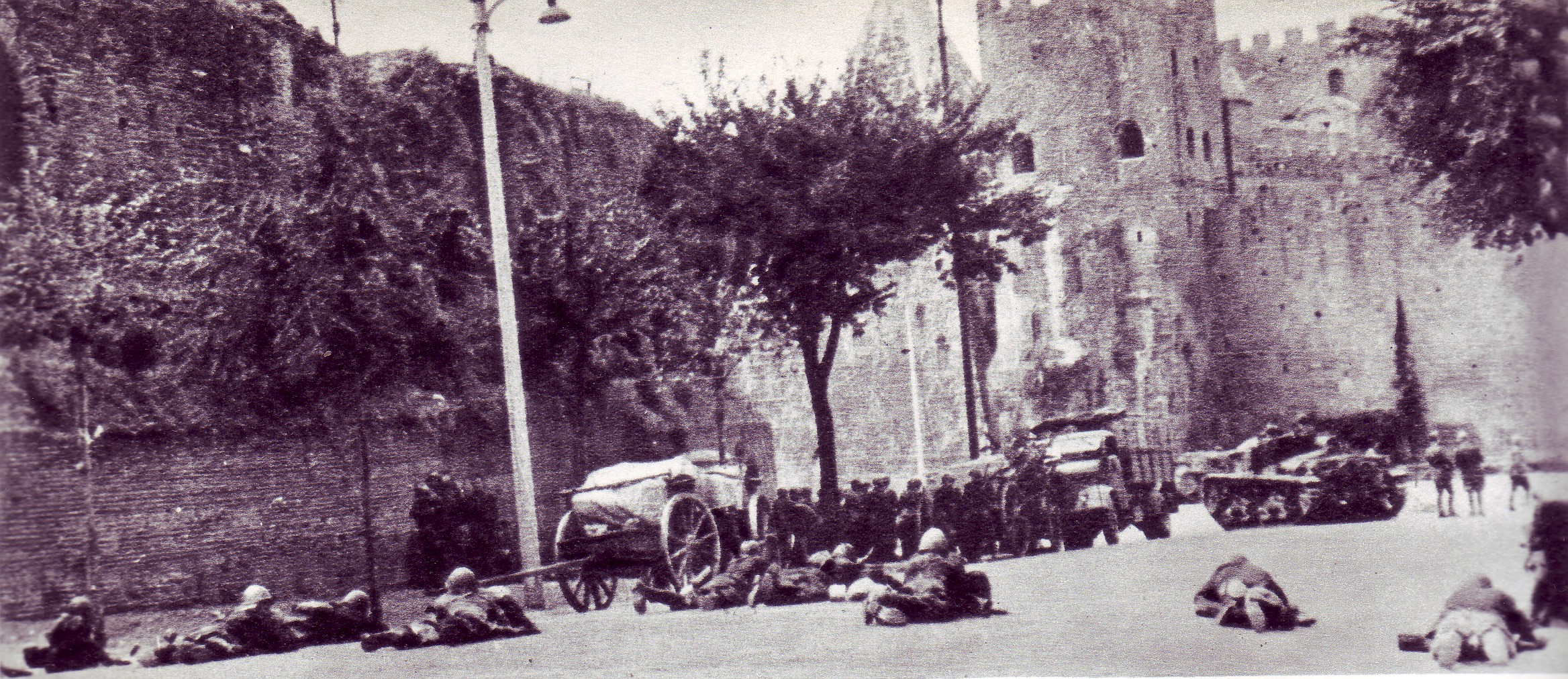
10 septembre 1943 : les soldats grenadiers italiens du général Gioacchino Solinas combattent près de porta San Paolo.

- À l'aube, le commandement allemand intime aux forces résistantes de se rendre tandis que l'affrontement continue à Porta San Paolo, Testaccio, Tor San Giovanni, où les entrées sont bloquées par des tram mis en travers par les conducteurs dans la zone Santa Maria Maggiore jusqu'à Via Nazionale.
- La capitulation est signée dans l'après-midi entre le général Enrico Caviglia et Kesselring.
- La dernière bataille a lieu en fin de soirée à la gare Termini où le majeur Carlo Benedetti avec 13 soldats et de nombreux civils défend le train siège du commandement opératif qui se termine par la mort de 6 militaires et 41 civils.
- En soirée, le général Giorgio Carlo Calvi di Bergolo est nommé par les allemands gouverneur de Rome. Reconnue « ville ouverte » afin de sauvegarder le patrimoine archéologique et culturel, Rome devait être vierge de tout contingent militaire, néanmoins les allemands en feront la base de leurs opérations militaires.

11 septembre

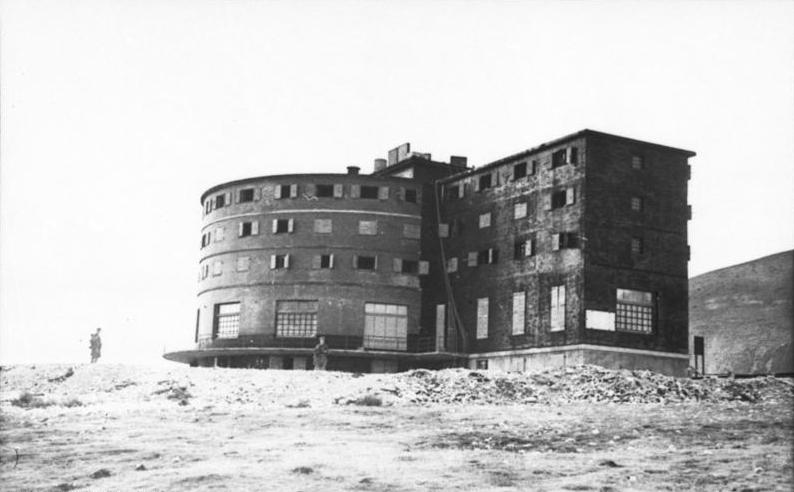
Auberge prison de Mussolini, photographie prise par les Allemands le jour de sa libération.

- Échange de tirs entre les troupes allemandes et les carabiniers qui ne veulent pas se faire désarmer.
- Soldats, civils, anciens prisonniers, commencent à organiser les premiers groupes partisans extra muros et en ville de groupes antifascistes menant des actions de guérilla, provoquant la multiplication de rafles dont les personnes capturées sont regroupées à Pratica di Mare (it), principal camp de sous commandement SS, avant l'envoi des prisonniers dans les camps de concentration hors d'Italie.

12 septembre
Des parachutistes allemands libèrent Mussolini détenu à Campo Imperatore au Gran Sasso. le Duce est transporté par avion à Pratica di Mare et successivement auprès de Hitler au quartier général de Rastenburg (Prusse Orientale).
14 septembre

Blason de la République sociale italienne.

Le maréchal d'Italie Ugo Cavallero est retrouvé mort dans un hôtel de Frascati.
20 septembre
- Via Eleonora Duse, Parioli : premier fait de guérilla urbaine. Un engin explosif a été déclenché par le groupe partisan du Parti d'action, sous la responsabilité de Pilo Albertelli et Giovanni Ricci contre la caserne de la MVSN, provocant morts et blessés.

Le commandement allemand ne publie aucun bilan des pertes
21 septembre
Le commandement allemand fait afficher en ville un manifeste incitant les citoyens à remettre les fusils de chasse détenus sous 24 heures, la peine encourue étant la mort.
22-23 septembre
- À Torre di Palidoro (it), localité près de Rome, deux soldats allemands sont morts en manipulant des caisses contenant des explosifs. En représailles,

23 civils sont condamnés à être fusillés. Le brigadier des carabiniers Salvo D'Acquisto se porte volontaire à la place des otages.
- Mussolini fonde la Repubblica Sociale Italiana, née sous le nom de Stato Nazionale Repubblicano, dite aussi Repubblica di Salò.
- Le général Calvi di Bergolo ainsi que d'autres officiers qui refusent de jurer fidélité à la nouvelle république, sont arrêtés et déportés en Allemagne . La division Piave qui assurait l'ordre à Rome est dissoute avec ordre à ses soldats de rejoindre les troupes fascistes.

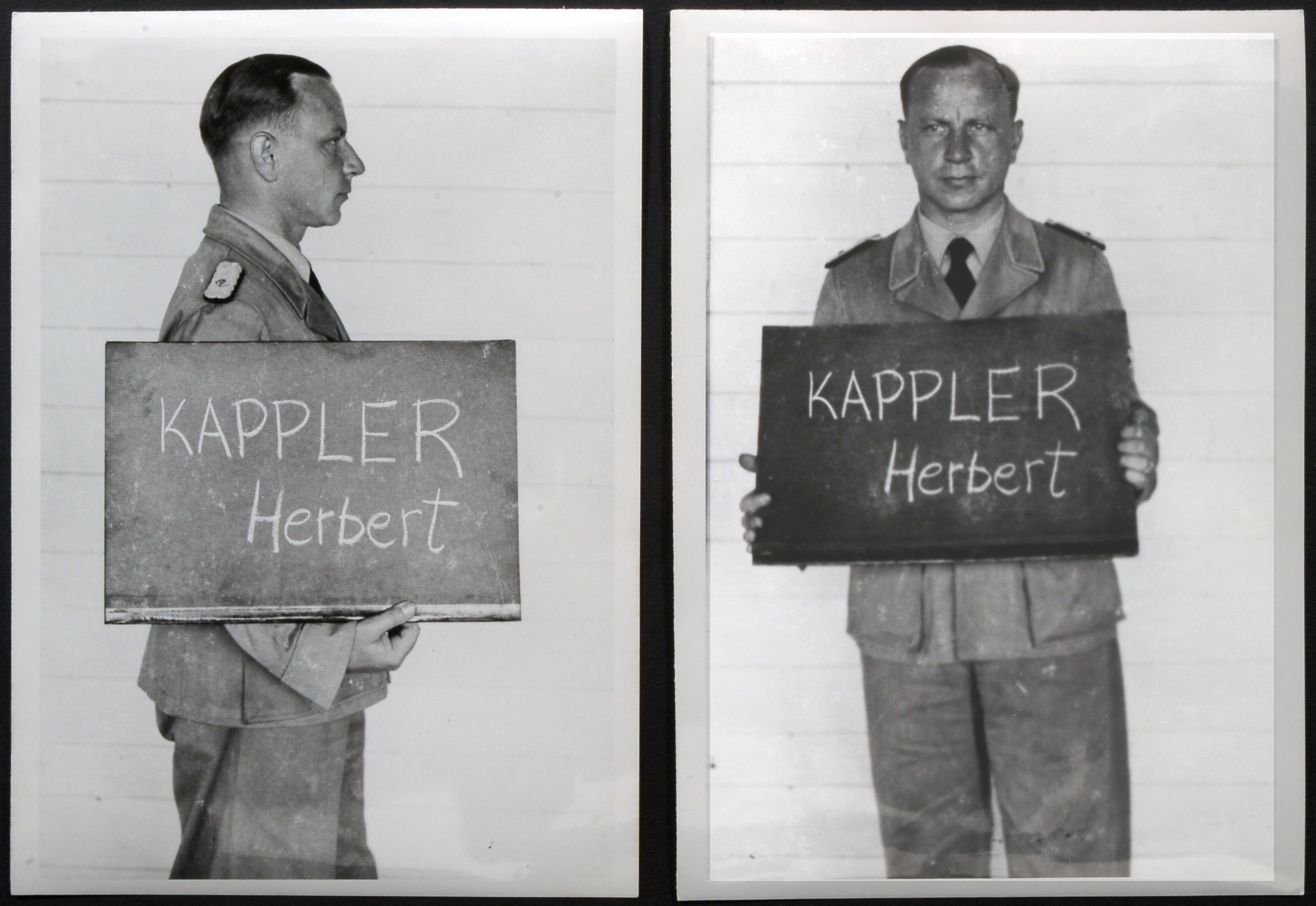
Herbert Kappler sur une photographie prise par les Alliés en 1945.

- Le colonel du génie Giuseppe Cordero Lanza di Montezemolo, s'échappe du Ministère de la Guerre et deviendra le commandant Fronte militare clandestino jusqu'au 25 janvier 1944, date à laquelle il est arrêté sur dénonciation. Il sera une des victimes des Fosses Ardéatines.

24 septembre
Zona San Giovanni et Piazza Fiume : Affrontements pendant la nuit entre la police passée aux ordres du gerarque fasciste Guido Buffarini Guidi) et des groupes de partisans.
25 septembre
455 ouvriers sur les 16 400 obéissent à l'ordre de réquisition.
27 septembre
Au cours de l'après-midi, Kappler convoque à son bureau Villa Wolkonsky le rabbin Foà, chef de la communauté juive de Rome (environ 12 000 personnes) et son président Almansi, et leur ordonne une remise d'au moins 50 kg d'or, menaçant de déporter 200 juifs romains vers l'Allemagne. L'or a été rassemblé et remis dans un laps de temps légèrement supérieur, accepté par Kappler.
28 septembre
Kappler entre dans les bureaux de la communauté et saisit l'argent ainsi que les archives avec les coordonnées des juifs romains.
30 septembre
Monseigneur Hugh O'Flaherty, avec l'ambassadeur anglais auprès du Saint Siège sir Francis D'Arcy Osborne ainsi que le comte Sarsfield Salazar, mettent sur pied une organisation appelée Giunta tripartita, afin de cacher les soldats alliés évadés des camps ou pour les faire passer derrière les lignes allemandes, dans les zones occupées par les forces alliées.

### Octobre 1943
1er octobre
Fin de l'opération Avalanche, les troupes alliées entrent à Naples.
4 octobre
Zone de Ponte Milvio : attaque d'un groupe de partisans de Bandiera Rossa Roma sous les ordres le marechal de l'aviation Vincenzo Guarniera, dit Tommaso Moro contre une colonne d'autoblindés allemande.
7 octobre
Les troupes allemandes désarment les carabiniers et en déportent 1 500 en Allemagne.
13 octobre
- Le gouvernement italien déclare la guerre à l'Allemagne. Les alliés et les russes ne reconnaissent pas l'Italie comme alliée mais comme cobelligérante.
- Sandro Pertini e Giuseppe Saragat, membres du CLN sont arrêtés et emprisonnés à Regina Coeli.

(en italien : IL 16 OTTOBRE 1943

           QVI EBBE INIZIO

   LA SPIETATA CACCIA AGLI EBREI

E DVEMILANOVANTVNO CITTADINI ROMANI

  VENNERO AVVIATI A FEROCE MORTE

   NEI CAMPI DI STERMINIO NAZISTI

       DOVE FVRONO RAGGIVNTI

      DA ALTRI SEIMILA ITALIANI

        VITTIME DELL'INFAME

           ODIO DI RAZZA

   I POCHI SCAMPATI ALLA STRAGE

         I MOLTI SOLIDALI

      INVOCANO DAGLI VOMINI

          AMORE E PACE

         INVOCANO DA DIO

       PERDONO E SPERANZA

   A CVRA DEL COMITATO NAZIONALE

 PER LE CELEBRAZIONI DEL VENTENNALE

       DELLA RESISTENZA

                           23 OTTOBRE 1944)

Transcription de l'inscription sur la stèle du dessous :

(en italien :  « E NON COMINCIARONO NEPPURE A VIVERE »

            IN RICORDO DEI NEONATI

         STERMINATI NEI LAGER NAZISTI

IL COMUNE POSE NELLA GIORNATA DELLA MEMORIA

                GENNAIO 2001)
16 octobre

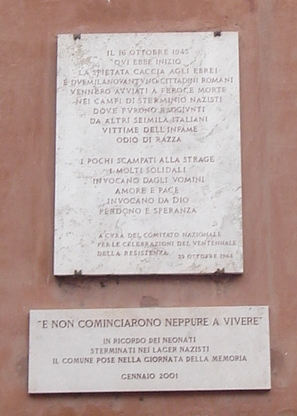
Stèle au ghetto di Roma avec l'inscription:

- Rafle de la Gestapo au ghetto à l'aurore du samedi, jour férié pour les juifs. Cette rafle a été ordonnée par Hans Kappler qui avait dans un premier temps promis la sécurité aux juifs en échange de 50 kg d'or. Ce sont 1 022 juifs qui seront déportés dans les camps de concentration en Allemagne et Pologne, de ceux-ci, seulement 17 se sauveront[35]
- Le Vatican grâce aux prelats Roberto Ronca et Pietro Palazzini ainsi que des citoyens romains donnent l'hospitalité à 4 447 juifs, tandis que d'autres individus les dénonceront afin de toucher la récompense promise par les allemands pour leur capture.

17 octobre
- Pour la première fois, les partisans éparpillent des clous à quatre pointes sur les principales routes menant Cassino, afin de bloquer les convois en renfort ou approvisionnant le front. Ces clous sont produits d'abord par Enrico Ferola dans son atelier de Trastevere, via della Pelliccia, puis par d'autres en dehors de Rome[36]

19 octobre
- Via Salaria : Action des partisans en face de l'aéroport del Littorio, un motocycliste porte ordres allemand est tué.

20 octobre
- Tiburtino : Les partisans du groupe Bandiera Rossa Roma, basé à Pietralata donne l'assaut au Fort Tiburtino, défendu par des soldats allemands. Le but est de récupérer les armes, munitions et vivres abandonnés en ce lieu par l'armée royale après le 8 septembre. L'attaque est un échec, seuls trois partisans arrivent à s'échapper, 22 sont capturés dont 10 condamnés à mort sont fusillés et 9 déportés en Allemagne.
- Pietro Badoglio, incite les italiens soumis à l'occupation allemande « à causer des dommages par tout moyen à l'ennemi ».

25 octobre
Via Salaria : Pendant des échanges de coups de feu, des officiers allemands sont blessés.
28 octobre
Ville entière : À l'occasion de la célébration par les fascistes de la Marche sur Rome, les partisans des GAP attaquent un défilé fasciste, en plein centre de Rome, près de Sant'Andrea della Valle, blessant douze fascistes.
D'autres actes de guérilla urbaine :
- contre les miliciens de la garde de la caserne, via Brenta, quartier Trieste.
- contre une patrouille fasciste, en face de l'école Gelasio Gaetani, viale Mazzini, quartier Della Vittoria.
- attaques antifascistes à Trastevere et Piazza Sonnino.
- Un tué fasciste au quartier Flaminio, près du pont Littorio.

31 octobre
- Centre-ville : Les partisans attaquent et tuent divers fascistes en plein centre :
  - un (en italien : capomanipolo) corso Umberto I,
  - un centurion, via del Plebiscito,
  - un milicien, piazza Vittorio Emanuele II.

### Novembre 1943
7 novembre
- Quartiers divers : À l'occasion de l'anniversaire de la Révolution d'Octobre, des groupes des GAP tiennent des réunions éclair à piazza Fiume, quartier Salario, largo Tassoni (Mario Leporatti) et près de Saint-Jean de Lateran, (Carlo Salinari).
- Un partisan de Bandiera Rossa Roma isse un drapeau avec la faucille et marteau sur un édifice près de l'Alberone, quartier Appio-Latino.

8 novembre
Viale Marconi :
- Les partisans attaquent une voiture militaire allemande.
- La fermeture des magasins est fixée à 17 h 30.

14 novembre
- Via IV Novembre : Les partisans lancent des bombes à main en plein centre-ville sur un véhicule allemand.
- Les milices néofascistes effectuent une rafle dans la zone piazza Fiume.

18 novembre :
Piazza Cavour : Des membres du GAP déposent un extincteur bourré de poudre sous le balcon du cinéma Adriano où le maréchal Rodolfo Graziani et le général Rainer Stahel, chef du commandement allemand à Rome présidaient une manifestation fasciste, mais l'attentat échoue.
20 novembre
- Aurelia : Hors Rome, au XIIIe kilomètre de la via Aurelia, una formation de Bandiera Rossa Roma guidée par Vincenzo Guarniera organise une embuscade contre une colonne motorisée allemande mettant hors service divers véhicules et tuant deux officiers allemands.
- La police de la RSI, decouvrant l'imprimerie clandestine du journal du Parti d'action Italia Libera, via Basento 55, arrête Leone Ginzburg, Giuseppe Martini, Carlo Muscetta et Manlio Rossi Doria[37].

30 novembre
Gianicolense : Un groupe de Bandiera Rossa Roma guidé par Vincenzo Guarniera, donne l'assaut à un car de la Police de l'Afrique Italienne qui conduit un peloton d'exécution au Fort Bravetta afin de fusiller sept partisans. Le car capturé, les partisans endossent les uniformes des miliciens désarmés et accèdent au fort et libèrent les condamnés.

### Décembre 1943
3 décembre
- Aurelia : Au Xe km de l'Aurelia, un milicien fasciste est tué par les partisans.

4 décembre
- Place d'Espagne : un fasciste tue le magistrat Mario Fioretti, affilié au PSIUP.

5 décembre
- Centre-ville : En face du théâtre de l'Opéra i un groupe du GAP attaque une patrouille allemande et enflamme leur véhicule.
- Le général Vito Artale, du Fronte Militare Clandestino est arrêté.

6 décembredes prospectus anti nazi - fascistes sont lancés par les militants de Bandiera Rossa Roma dans les salles de cinéma. Deux militants sont arrêtés : Romolo Jacopini e Quirino Sbardella.
Les autorités organisent des blocs de contrôles permanents aux principales voies d'accès à la ville.
Néanmoins une mission de l'OSS dotée de moyens de télécommunications arrive depuis Pesaro.
7 décembre
- Les partisans organisent des sabotages en disséminant des clous à quatre pointes : Appia, Strada statale 207 Nettunense et via Ardeatina.

8 décembre
- Appio-Latino et Pantano Borghese : les partisans attaquent une remise occupée par les troupes allemandes via Albalonga (quartier Appio-Latino) et incendient les véhicules. Les clous à quatre pointes ont pour effet le blocage des colonnes allemandes qui sont attaquées par les chasseurs-bombardiers alliés grâce aux informations transmises par voie radio.
- Une colonne allemande est bloquées via Casilina à Pantano Borghese et attaquée par les partisans et finalement détruite par l'aviation alliée.

12 décembre
- Le Fronte Militare Clandestino au Poligrafico dello Stato, piazza Verdi, prend possession de papier filigrane qui permet l'impression d'environ 500 000 fausses cartes de rationnement. Les boulangers reçoivent l'ordre de fabriquer le pain un jour sur deux.
- Un milicien fasciste, blessé par les partisans quelques jours auparavant, meurt à l'hôpital San Giovanni.

17 décembre
- Via Veneto et rione Ludovisi, un groupe du GAP tue un officier allemand et deux membres fascistes via Donizetti (quartier Pinciano) et via Cola di Rienzo (rione Prati).

18 décembre
- Action des partisans :
  - Contre la trattoria Antonelli 101, via Fabio Massimo (rione Prati), fréquentée par soldats allemands et fascistes : dix morts et nombreux blessés.
  - Sortie du cinema Barberini, piazza del Tritone : huit militaire allemands tués et nombreux blessés.

19 décembre
- Via Veneto : Un groupe du GAP (Maria Teresa Regard, Ernesto Borghesi, Franco Calamandrei, Antonello Trombadori), déposent trois engins explosifs sur les appuis de fenêtre de l'Albergo Flora, siège du Tribunal militaire allemand. Deux engins explosent en ravageant le rez-de-chaussée faisant des victimes dont le nombre est caché par les Allemands.

20 décembre
- Attaque de groupes du GAP au siège du commandement militaire allemand Corso d'Italia.
- Les partisans des Brigate Garibaldi et du Fronte Militare Clandestino opèrent à Albano, Genzano et Marino et attaquent à l'explosif les lignes ferroviaires Rome-Formia et Rome-Cassino, servant à approvisionner les forces de la ligne Gustav.
- La destruction du pont Setteluci au passage d'un train sur la ligne Cassino provoque la mort de 400 militaires se rendant au front.
- Entre Colonna et San Cesareo, une mine fait sauter un train chargé de munitions et d'armes.

21 décembre
- Le commandement allemand de Rome interdit l'usage de la bicyclette, moyen de locomotion utilisé par les partisans, entre 17 h et la matinée.

22 décembreInterdiction de changer de domicile, sans autorisation.
24 décembre

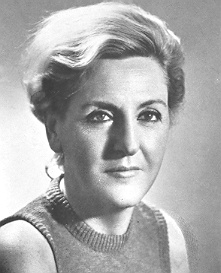
Carla Capponi

- Échanges de coups de feu entre militaires allemands et partisans via di Porta Castello, (rione Prati), près de Castel Sant'Angelo et via della Conciliazione.
- Mario Fiorentini, partisan du GAP lance à bicyclette un engin explosif à l'entrée de la prison de Regina Coeli pendant le changement de garde de la part de militaires allemands : huit militaires sont tués et nombreux blessés.
- L'utilisation de la bicyclette est interdit aux civils.

30 décembre
- La centrale électrique du « piazzale » de la gare Termini est détruite par les partisans.
- le commandement militaire de la Résistance annonce qu'au cours du mois de décembre les formations partisanes actives à Rome ont tué 17 militaires allemands.

### Janvier 1944
2 janvier
- Via delle Terme une colonne motorisée allemande est attaquée à l'aide de bombes incendiaires.

3 janvier
- Des engins explosifs font sauter des wagons dans la gare de San Lorenzo.

4 janvier
- le curé Don Giuseppe Morosini et le lieutenant Marcello Bucchi sont arrêtés sur dénonciation d'un infiltré.

Marcello Buchi sera exécuté aux fosses Ardeatines le 24 mars 1944, tandis que Morosini sera fusillé le 3 avril 1944.
15 janvier

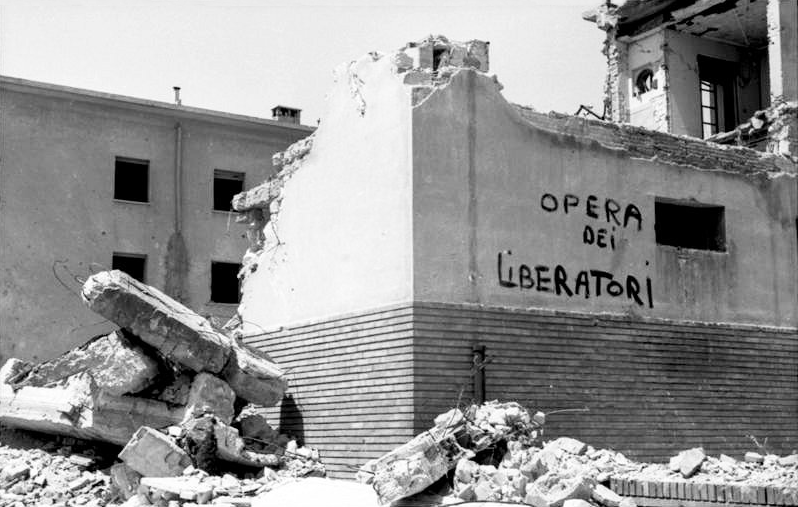
Écriture de propagande fasciste sur les murs d'une maison romaine détruite par un bombardement allié en 1944

- Des avions alliés bombardent les quartiers Centocelle, Cinecittà et Quadraro.

17 janvier
- les généraux Sabato Martelli et Roberto Lord qui dirigent le Polverificio Stacchini de Colleferro demandant aux Allemands la libération du propriétaire de la fabrique suspecté de fournir les partisans en poudre. Ils sont arrêtés et seront fusillés fosses Ardeatines.

19 janvier
- Le quartier Quadraro est à nouveau bombardé par les Alliés.

20 janvier
- Franco Sabelli, un infiltré de la Gestapo arrête le jeune Luigi Selva du parti d'Action, qui sera abattu dans sa tentative de fuite.

21 janvier
- Bombardements alliés, destruction d'habitations et morts de civils à Borgata Gordiani, Casal Bertone, Maranella, Tor Pignattara, Centocelle.
- Des véhicules allemands sont détruits dans un garage par les partisans.

22 janvier
- Débarquement allié à Anzio et Nettuno. Les Allemands, d'abord surpris organisent leur défense.

24 janvier
- Via del Tritone, via Francesco Crispi et via Barberini : Des colonnes allemandes motorisées sont attaquées par les brigades partisanes.
- Maria Teresa Regard, membre des GAP, dépose une bombe dans le lieu de restauration des soldats allemands à gare Termini. L'explosion fait 20 morts et de nombreux blessés.
- Évasion de la prison de Regina Coeli, grâce à de faux documents de sortie, de Sandro Pertini, Giuseppe Saragat et autres membres de la résistance.

25 janvier
- Le colonel Giuseppe Cordero Lanza di Montezemolo, du Fronte Clandestino Militare, est arrêté avec le diplomate Filippo De Grenet et le général Quirino Armellini.
- La Gestapo, sur information d'un infiltré dans Bandiera Rossa arrête Aladino Govoni, Unico Guidoni, Uccio Pisino, Ezio Lombardi, Tigrino Sabatini qui seront fusillés le 24 mars 1944 aux fosses Ardeatines.

26 janvier
- Giuseppe Celani, fonctionnaire de l'Annona, ayant organisé la falsification des cartes de rationnement est arrêté.

28 janvier
- Piazza dei Mirti, un militaire fasciste de la police ferroviaire est tué.

29 janvier
- Le curé Don Pietro Pappagallo et le lieutenant Roberto Rendina, dénoncés, sont arrêtés par la Gestapo pour avoir favorisé la fuite de prisonniers italiens et alliés et de protéger les juifs en leur fournissant de faux documents. Ils seront fusillés aux fosses Ardeatines, ainsi que Gioacchino Gesmundo le rédacteur du journal clandestin L'Unità qui fournissait aux partisans des armes et des clous à quatre pointes.
- Lors d'une manifestation antifasciste de lycéens et d'universitaires, l'étudiant Massimo Gizzio est tué par les fascistes du groupe « Onore e Combattimento ».

30 janvier
- Lors d'une action du groupe GAP à Torpignattara (it) le chef fasciste du rione Amedeo Di Giacomo est tué.

31 janvier :
- Coup de filet via Nazionale : 2 000 hommes sont réquisitionnés afin de construire des édifices défensifs sur le front d'Anzio et pour effectuer le travail obligatoire en Allemagne.
- Une colonne allemande est attaquée via dell'Impero.
- À Rome le couvre-feu débute à 18 h et les magasins fermés à 16 h.

### Février 1944
1er février
- La Gestapo découvre le dépôt d'armes des GAP Centrali via Giulia, arrêtant Giorgio Labò qui sera fusillé à Forte Bravetta et Gianfranco Mattei qui se pendra dans sa cellule dans la nuit du 6 au 7 février.

2 février
- Via Giulia : Antonello Trombadori commandant des GAP centrali est arrêté mais non identifié.

3 février
- pendant la nuit du au 4 février, Pietro Koch pénètre dans la Basilique San Paolo fuori le mura et arrête 67 réfugiés.
- Une auto colonne allemande est attaquée à Centocelle.

5 février
- Leone Ginzburg, meurt à Regina Coeli des suites des tortures subies.

7 février
- Un camion allemand est fait exploser via Carlo Alberto.
- Nouvel attentat Stazione Termini au point de restauration allemand faisant de nombreux mort et blessé.

10 février
- Bombardement allié à Castel Gandolfo. La résidence du pape est endommagée.

12 et 14 février
- Bombardements alliés sur le centre et la périphérie de Rome.

15 février
- Bombardement allié à Montecassino.
- Romualdo Chiesa, dirigeant de Cristiano Sociali (it) torturé via Tasso est rendu aveugle et mourra aux fosses Ardeatines.

16 et 17 février
- Les bombardements alliés continuent sur la peripherie de Rome et au centres à Trastevere.

18 février
- Attentat manqué du GAP contre Giuseppe Pizzirani secrétaire des fascistes romains.
- À la gare Ostiense, les partisans font sauter un wagon de munitions d'un convoi pour Cassino.
- Peine de mort pour tous ceux refusent de rejoindre les forces de la RSI.

23 février
- Armando Stampacchia, chef de la police fasciste du Quadraro (it) échappe à un premier attentat mais sera tué dans un autre du 25 février.

27 février
- Les partisans font sauter un camion de munitions viale Africa.

### Mars 1944
1er mars
- Pilo Albertelli est arrêté et sera fusillé aux Fosses Ardeatines.

3 mars
- Bombardement allié des quartiers Tiburtino et Ostiense : 600 morts et un millier de blessés.
- Devant la caserne viale Giulio Cesare, des familiers de personnes arrêtées à la suite d'une rafle pour être déportés demandent leur libération. Un prisonnier tente de fuir par une fenêtre, mais est abattu. Teresa Gullace, enceinte de son sixième enfant cherchant à passer un paquet de nourriture à son mari est abattue par un soldat allemand. Au cours de l'après-midi, un groupe du GAP tente d'attaquer de la caserne.

7-10 mars
- Les actions partisanes s'intensifient : destruction de véhicules et de convois militaires allemands.
- Attaque d'un défilé de fascistes.

12 mars
- Après le discours du pape Pie XII, des jeunes catholiques manifestent place Saint-Pierre de Rome contre la guerre et les nazis fascistes. Les jeunes sont incités à rejoindre la résistance par le père Don Paolo Pecoraro qui est arrêté.

13-18 mars
- Lies bombardements alliés s'intensifient sur la capitale.

17 mars
- Le lieutenant Maurizio Giglio, agent de l'OSS, est démasqué et arrêté par la bande de Pietro Koch. Il est torturé via Tasso et sera fusillé aux fosses Ardeatines.

23 mars

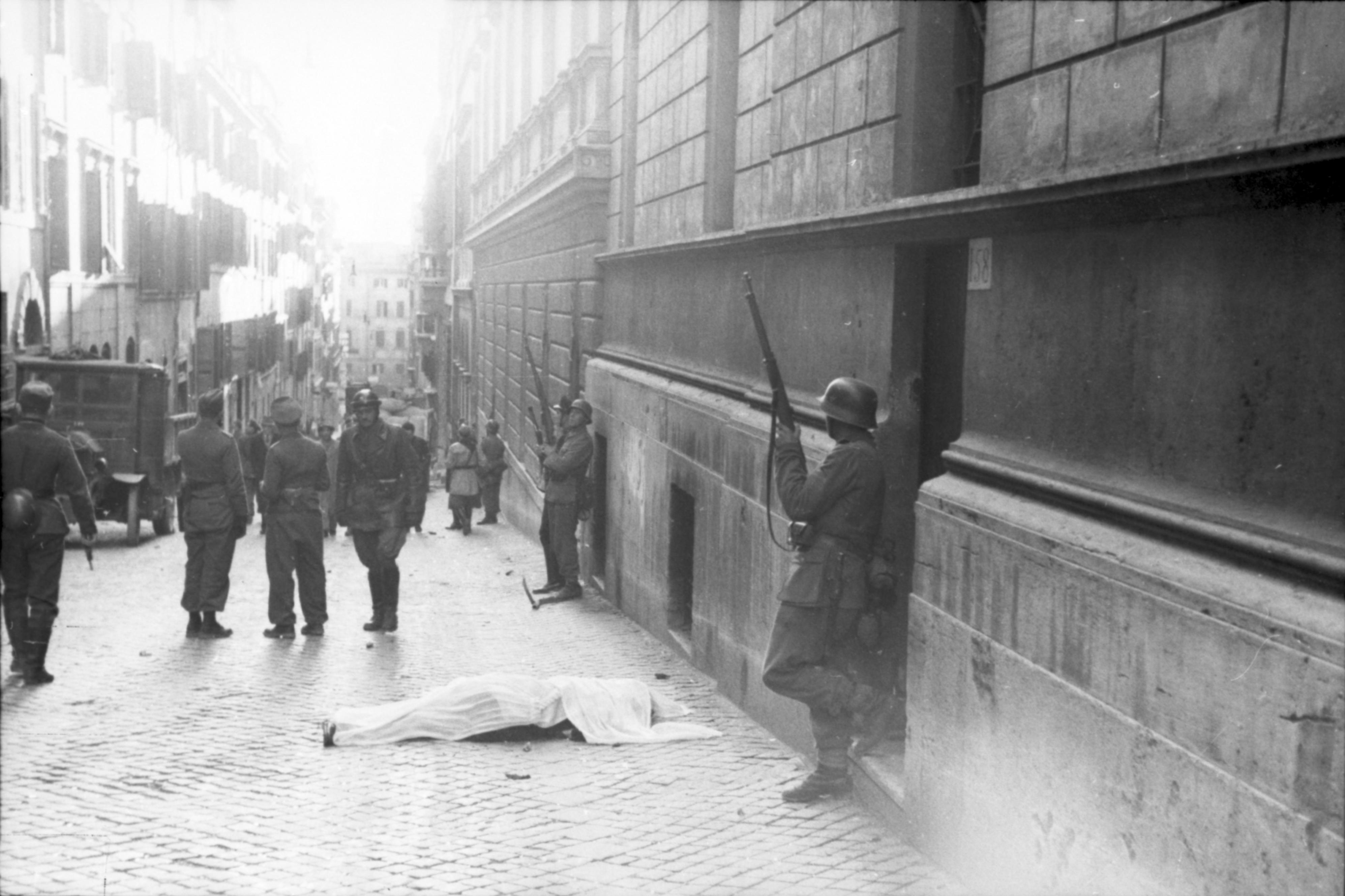
Photo prise à la suite de l'attentat de Via Rasella

- Le groupe GAP Centrali sous le commandement de Carlo Salinari (Spartaco) et Franco Calamandrei (Cola) perpètrent l'attentat attentat de Via Rasella pendant le passage d'une compagnie du Ier bataillon du Régiment Polizei SS Bozen, composée de 156 hommes. 32 soldats sont tués et 110 blessés.

24 mars
- Kappler en représailles à l'attaque via Rasella sur ordre d ' Adolf Hitler fait fusiller les otages dans les caves de pouzzolane aux Fosses Ardeatines : 335 personnes sont exécutées (partisans, civils objets de rafles, 75 juifs.

25-31 mars
- Affrontements entre partisans et fascistes piazza Santa Maria Maggiore, via Orvieto et au Quarticciolo.

### Avril 1944
1er avril
- La diminution de la ration du pain qui de 150 g est portée à 100 g soulève des protestations des mères de famille au quartier Appio.

3 avril
- Pino Gracceva, chef des Brigate Matteotti, le représentant du CLN de Rome, le socialiste Giuliano Vassalli sont arrêtés à Rome. Il en est de même d'Amerigo Mei chef partisan dans les monts Lépins, surpris à Rome en train de se procurer des armes.
- Actions de groupes du Gap au Cirque Maximus où sont détruits des véhicules allemands, à Torretta, où sont tués trois parachutistes allemands, à Quarto Miglio (it) où une autocolonne allemande.
- Le siège du « fascio » à San Lorenzo est dévastée.

6 avril
- Un camion chargé de pain est escorté par des miliciens fascistes est pris d'assaut à Borgo Pio par la foule affamée qui tue un milicien.
- À Tiburtino III, des femmes tentent de s'introduire dans un dépôt de gruaux. Caterina Martinelli, une mère de six enfants est tuée.

7 avril

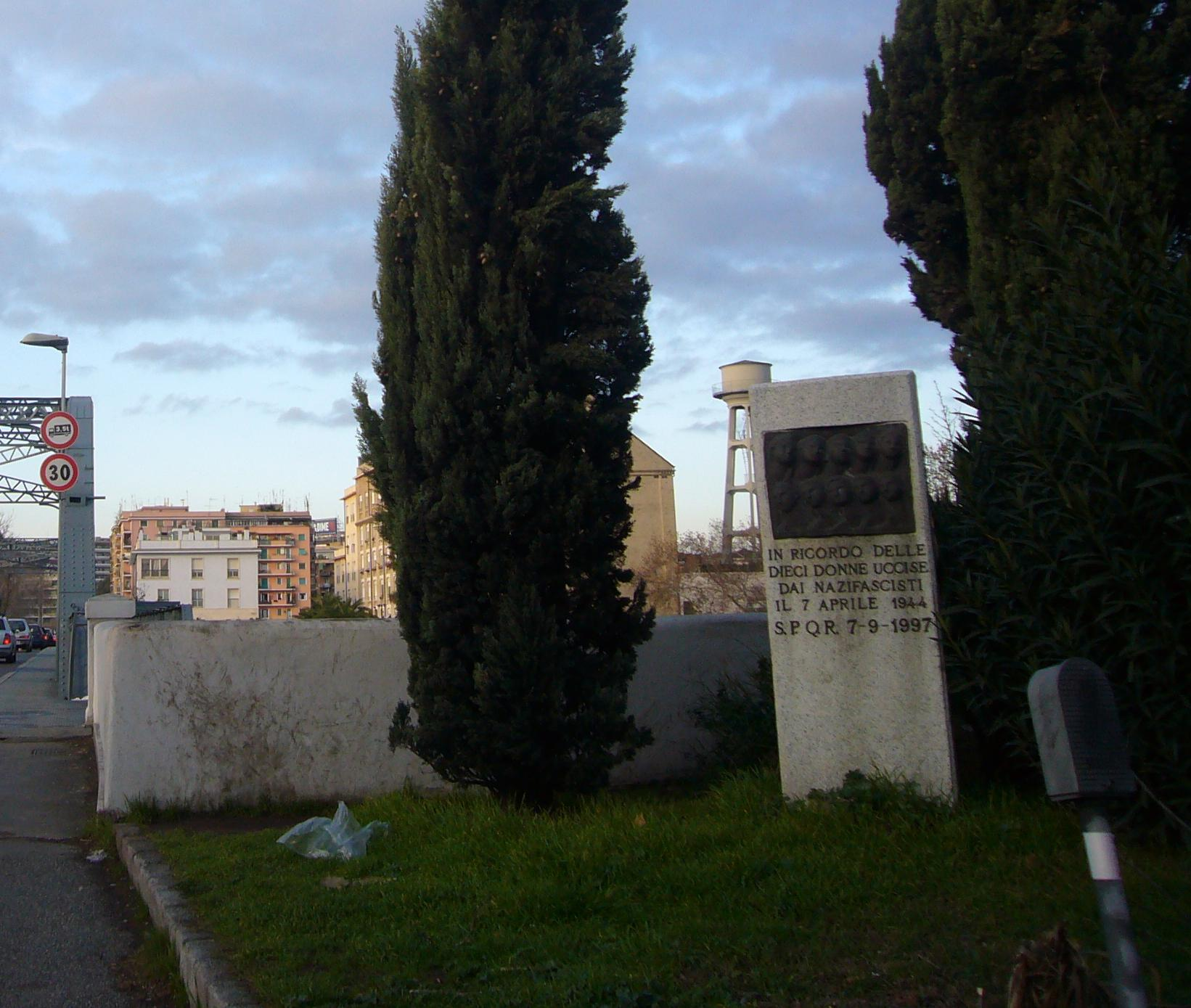
Stèle à la mémoire des femmes de Portuense au Pont de l'Industrie (1997)

- Près du quartier Portuense un groupe de femmes tente d'investir le moulin Tesei afin de prendre du pain réservé aux troupes allemandes qui interviennent et fusillent dix femmes sur place.

10 avril
- Le « gobbo del Quarticciolo », Giuseppe Albano tue dans un restaurant de Cinecittà trois soldats allemands.

13 avril
- Bruno Buozzi, un syndicaliste est arrêté et emprisonné à Via Tasso. Il sera tué le 4 juin à La Storta dalla par la Gestapo.

16 avril
- Manifestation d'étudiants près de la basilique Santa Maria Maggiore après une messe en mémoire de trois professeurs probablement assassinés.

Un parachutiste de la Nembo voulant arrêter un étudiant est tué par un membre du GAP présent en protection des étudiants.
- Des membres du groupe partisan Castelli Romani sont arrêtés à Rome.

17 avril
Vers 4 h, Kappler donne le signal du « Unternehmen Walfisch » (Operazione Balena), bloquant Porta Furba toutes les voies donnant accès au quartier Quadraro centre opérationnel de groupes partisans. 2 000 personnes sont arrêtées, groupées à Cinecittà et déportées dans les camps de travail en Allemagne.
29 avril
- Le membre du GAP Gugliemo Blasi est arrêté pour vol et en possession de documents allemands falsifiés. Pour sauver sa vie, il trahit et devient collaborateur de la bande Koch.

### Mai 1944
1er mai
- Le comité des partis antifascistes proclame une grève générale qui est un échec : Drapeaux rouges sur les façades de nombreux palais.

5 mai
- Bonomi est confirmé président du CLN centrale qui décide de collaborer avec le second gouvernement Badoglio, établi à Salerne le 24 avril.

La question institutionnelle (monarchie ou république) est renvoyée à l'après guerre.
10 mai

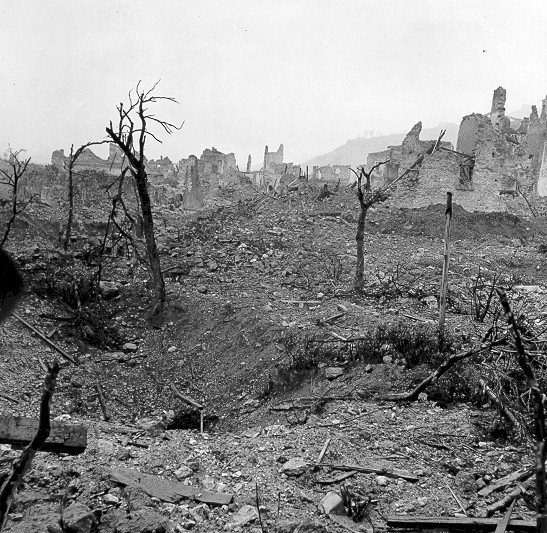
Ruines de Montecassino

- Le général Karl Wolff, chef des SS en Italie, demande et obtient un entretien secret avec le pape Pie XII.
- Le but officiel est d'éviter des combats de guérilla dans Rome à l'arrivée des alliés à Rome comme ordonné par Hitler e Mussolini et d'éviter destructions et morts.
- Kesselring est disposé à se retirer de Rome si le CLN, par l'intermédiaire du Pape garantit d'éviter une insurrection populaire.
- Le vrai motif de cette rencontre de Wolff et du Pape serait d'engager des entretiens de paix en Suisse avec les américains.
- À la suite de ces tractations, le socialiste Giuliano Vassalli retenu et torturé Via Tasso est libéré.
- Le Fronte Clandestino est affaibli à la suite de l'arrestation de divers membres par la Gestapo du 16 au 23 mai.

18 mai
- Les alliés prennent Montecassino.

25 mai
- Bombardements alliés sur Rome jusqu'au 29 mai.

### Juin 1944
3 juin
Les allemands quittent Rome, renonçant à résister aux troupes alliées qui a déjà investi la zone des Castelli Romani mais en continuant à fusiller les membres partisans capturés à Forte Bravetta. Le CLN estime inutile toute tentative d'insurrection populaire.
4 juin
- les premiers éléments de l'armée alliée composés de canadiens et de membres de Bandiera Rossa entrent dans Rome par la via Casilina.
- Un autocar allemand transportant 14 prisonniers provenant de via Tasso et se dirigeant vers le Nord tombe en panne. Tous les prisonniers sont fusillés à La Storta, sur la via Cassia.

5 juin
- Un adolescent Ugo Forno et six partisans empêchent les allemands de faire sauter le pont Salario sur le fleuve Aniene, mais il est tué avec un de ses compagnons.
- Le général Roberto Bencivenga, réfugié avec les membres du CLN au Vatican est désigné commandant militaire et civil de Rome.
- Umberto II de Savoie est nommé par le roi Victor - Emmanuel III, lieutenant du Royaume accepte les démissions du gouvernement Badoglio.
- Le nouveau gouvernement retourné à Rome est présidé par Ivanoe Bonomi, président du CLN avec la participation des six partis politiques qui font partie du Comité de Libération.

## Distinctions
- : 2 Médailles d'or à la valeur civile

## Filmographie

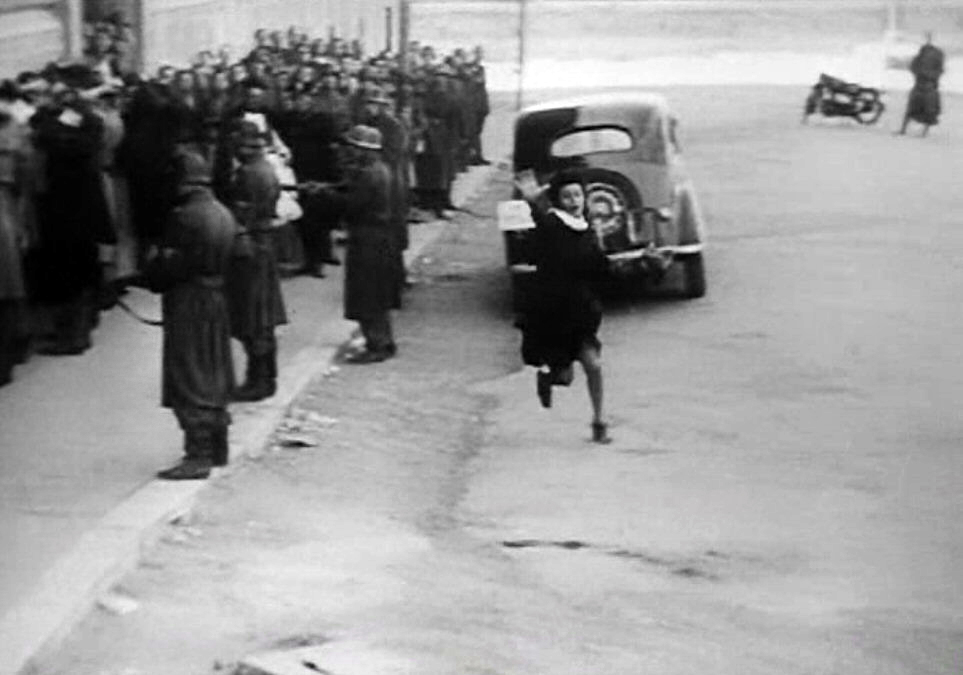
Rome ville ouverte

La période historique a été mise en scène par Roberto Rossellini dans le film « Rome, ville ouverte » qui décrit en forme romancée le morts violentes de Teresa Gullace et de
Don Giuseppe Morosini, interprétés par Anna Magnani et Aldo Fabrizi.

## Sources
- (it) Cet article est partiellement ou en totalité issu de l’article de Wikipédia en italien intitulé « Resistenza romana » (voir la liste des auteurs).